# توقيت واشنطن المتوسط

خط الزوال : بالانجليزية (The meridian line)

كان توقيت واشنطن المتوسط هو الوقت عند خط الزوال عبر مركز القبة القديمة فوق المبنى الرئيسي في المرصد البحري الأمريكي القديم في واشنطن العاصمة. حدد كونغرس الولايات المتحدة خط الطول هذا في (28 سبتمبر 1850). يقع المرصد البحري القديم الآن في أراضي (مكتب الطب والجراحة) التابع للبحرية الأمريكية ، جنوب غرب زاوية شارعي (E و 23 ) في فوقي بوتوم (شمال نصب لنكولن التذكاري).
كَانَ يُطلقُ عَلى تَوقيتِ واشنطن المتوسط أَحيانًا اسم توقيتِ واشنطن ميريديان، لَمْ يَتم استِخدامهُ أبدًا كَأسَاسٍ لأيّ منطقةٍ زمنيةٍ ، على الرَّغم مِن أَنَّه كانَ متوسطُ التّوقيتِ المحليّ لِمَدينَةِ واشنطن قَبلَ ظُهورِ المَناطِق الزّمنيةِ الأمريكية في( 18 نوفمبر عامِ 1883). كَما تَمّ استِخدامَه لتَوقيتِ الأحداثِ الفَلكِيَّةِ مِن قِبَلِ مُستَخدمِي التّقويمِ الفَلكيّ الأمريكي والتَّقويمِ البحريِّ ، الذَّي نُشرَ لأَوّل مرة في (عامِ 1855).
في( عام 1897) ، بعد إغلاق المرصد البحري القديم بفترة طويلة في (عام 1892) ، ذكرت هيئة المسح الساحلي والجيوديسي أن خط الزوال كان (77 درجة 3′2.3 ″ غرب غرينتش)، التي تم اقتباسها على مدار الخمسين عامًا القادمة في قائمة المراصد في التقويم حسب توقيت غرينتش - 5h8m12.15s.
تم إلغاء خط الطول القديم لواشنطن في (22 أغسطس 1912).
إِصدَارٌ لاحقٌ لِواشنطن يَعني الوَقت بِنَاءً عَلى خط الزوال لِغُرفة السَّاعة في المَركز الدَّقيق لِلمرصَدِ البَحري الجَديد (77°4′2.24″W or GMT − 5h8m16.15s) كانَ لا يَزال مُستخدَمًا في( عامِ 1950 )على بِضعِ صفحات منَ التّقويمِ الفَلَكيّ الأمريكيّ والتّقويمِ البَحريّ ، عَلى الرّغم من أنَّ مُعظم صَفحاتِها تَستخدِمُ توقيت غرينتش المَدَنيّ ، (الاسمُ الأمريكيّ لعصرِ منتَصفِ اللّيل توقيت غرينتش)، للأغراض الفلكية .
قبلَ (عامِ 1925 )، كان يُنظر إلى اليومِ على أنّه يبدأ في الظّهيرة بدلاً من منتصفِ الليل السّابق، وبالتّالي ، فإن تحويل أوقات الأحداث الفَلَكيةِ قبل (عامِ 1925) المُعطاة في واشنطن يعني الوقت إلى التّوقيت العالمي الحَديث، من الضّروري إضَافة 12 ساعة إضافيّة بعد فرق الزّوال من واشنطن إلى غرينتش ، بإجمالي أكْثر من 17 ساعة

## روابط خارجية
- Position of the Observatory in Observations made during the year 1889 at the United States Naval Observatory (Washington: 1893) page XXII
- The Washington Refractor describing the present condition of the Old Naval Observatory
- Washington meridian marker stone at Meridian Hill Park in Washington, D.C.
- North Dakota's Boundaries Its western border is 27° west of the Washington meridian
- State lines and how they were surveyed